# Барак-батира
Бара́к-бати́ра (каз. Барақ батыр) — село у складі Курчумського району Східноказахстанської області Казахстану. Входить до складу Сариоленського сільського округу.
Населення — 609 осіб (2021; 788 у 2009, 1022 у 1999, 1325 у 1989).
Національний склад станом на 1989 рік:
- казахи — 100 %

До 2009 року село називалось Дарственне.